# Phoenicurus moussieri
Il codirosso algerino (Phoenicurus moussieri Olphe-Galliard, 1852) è un uccello passeriforme appartenente alla famiglia dei pigliamosche del Vecchio Mondo (Muscicapidae).

## Tassonomia
Appartiene al genere Phoenicurus, introdotto dal naturalista britannico Thomas Forster nel 1817. La denominazione deriva dal greco antico φοινιξ?, phoinix ("porpora") e ουροσ, -ouros ("dalla coda"), con riferimento al codirosso comune (Phoenicurus phoenicurus) indicato come specie tipo per il genere.
L'epiteto che caratterizza la specie intende onorare Jean Moussier (1795–1850), naturalista amatoriale e chirurgo dell'armata napoleonica.

## Descrizione

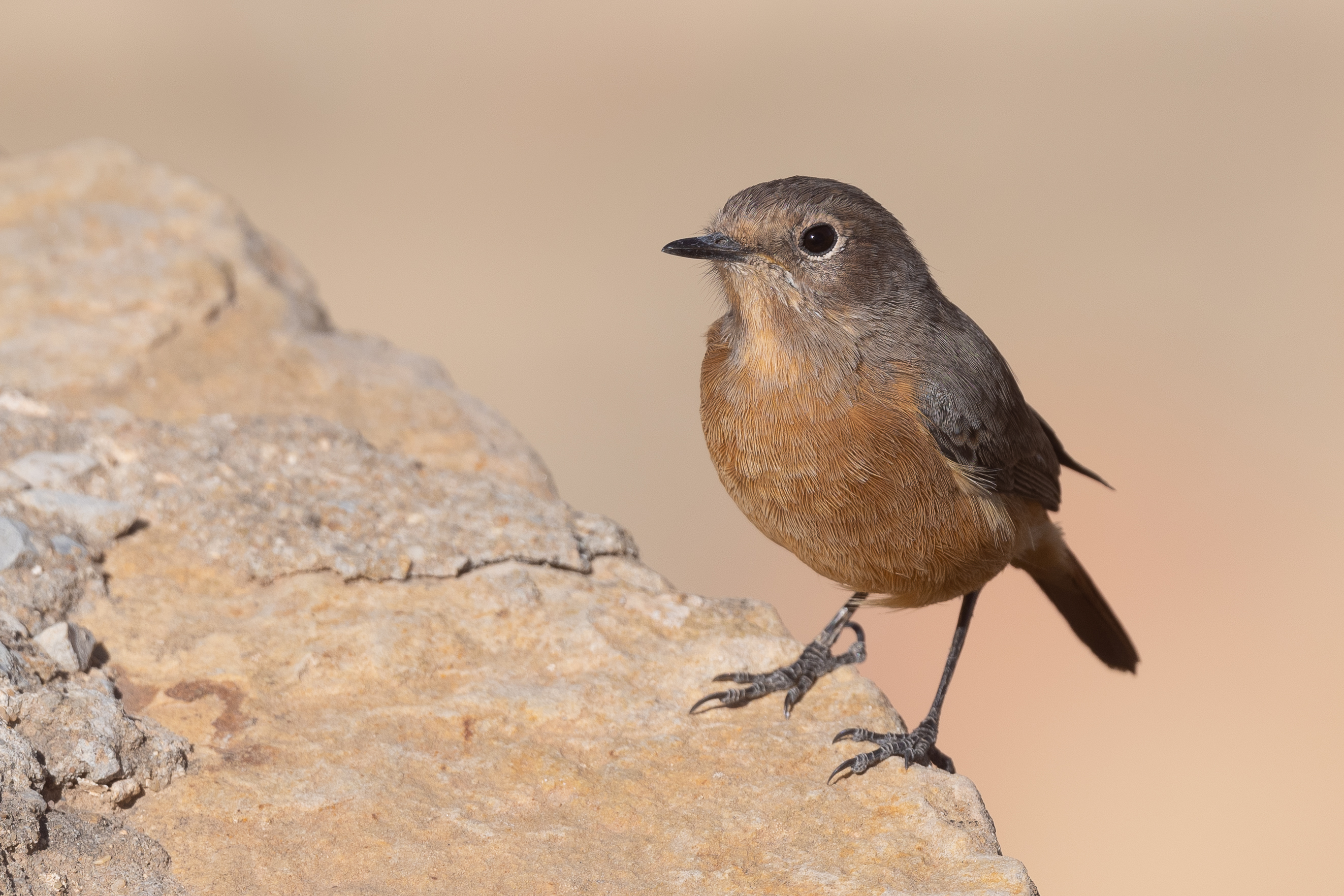
Femmina

Tra i codirosso, è il più piccolo, con una lunghezza di 12 cm e un peso di 14-15 g. Presenta un marcato dimorfismo sessuale nel piumaggio, con il maschio cha ha dorso, testa e ali prevalentemente nere, con una vistosa striscia bianca sopra gli occhi che prosegue lungo il collo e altre due macchie bianche sulle ali. Il sottogola, il ventre e la coda sono invece di un rosso-arancio accesso. Proprio il caratteristico colore della coda ha portato a dare il nome comune di codirosso ai membri del genere Phoenicurus. Il piumaggio della femmina è di un colore castano chiaro su tutta la porzione superiore del corpo, testa, dorso e ali incluse. Anche nella femmina, il sottogola, il ventre e la coda sono arancioni; sebbene tale colorazione risulti meno vivace che nel maschio, è ben più evidente che nelle femmine del codirosso comune (Phoenicurus phoenicurus).

## Distribuzione e habitat
È una specie endemica stanziale della catena dell'Atlante, nel Maghreb. Predilige le aree rocciose e i boschi radi; vive tra altitudini comprese tra 500 e 3000 m sul livello del mare.

## Comportamento

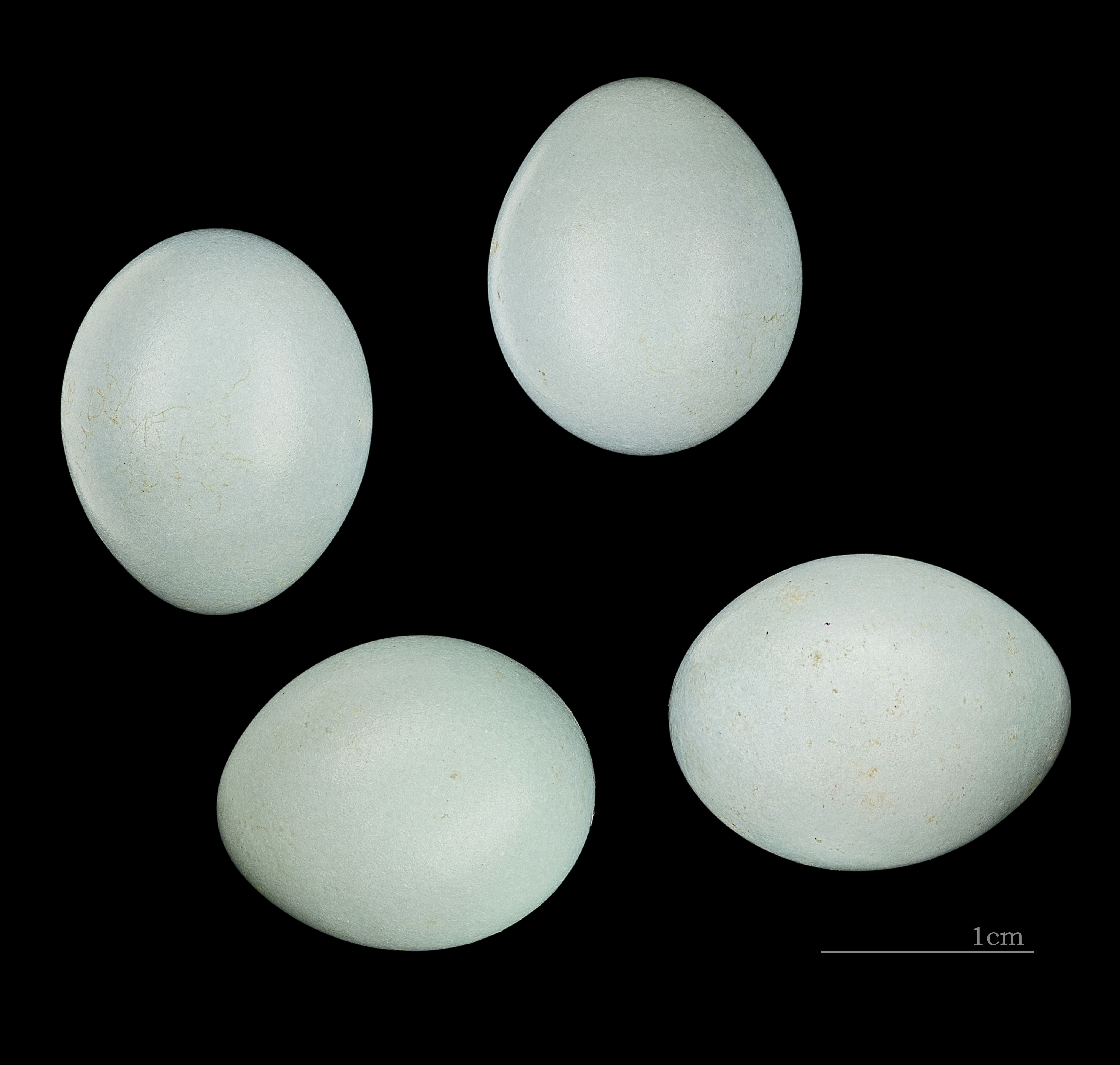
Uova

Il canto del maschio si compone di suoni striduli e di fischi, svi-svi. La chiamata è una singola nota lamentosa. Il codirosso è un uccello insettivoro che insegue e cattura insetti in volo; tuttavia, può anche catturarli al suolo, anche scavando il terreno. Molto raramente può nutrirsi di piccole bacche. Costruisce il nido in un cespuglio o sul terreno; la femmina depone da 3 a 6 uova per covata.
Sebbene prevalentemente stanziale, la specie mostra un comportamento migratorio limitato, prevalentemente di tipo altitudinale, con le aree riproduttive localizzate ad altitudini più elevate in estate, cui segue uno spostamento verso quote più basse in inverno. Esemplari erranti sono stati osservati fin nelle Isole britanniche (Dinas Head, Pembrokeshire, aprile 1988) a nord, in Grecia ad est e in Mauritania a sud.